# Balčiūnas
Balčiūnas ist ein litauischer männlicher Familienname, abgeleitet vom anderen Familiennamen Balčius.

## Weibliche Formen
- Balčiūnaitė (ledig)
- Balčiūnienė (verheiratet)

## Namensträger
- Egidijus Balčiūnas (* 1975),  Kanute
- Gintaras Balčiūnas (* 1964), Rechtsanwalt und Justizpolitiker
- Linas Balčiūnas (* 1978),  Radrennfahrer
- Valdas Balčiūnas (* 1969),  Segler
- Valerijonas Balčiūnas (1904–1984),  Fußballspieler